# Moździerz okopowy

Moździerz okopowy – nazwa moździerzy instalowanych w okopach w bezpośredniej bliskości nieprzyjaciela w czasie I wojny światowej. Przeważnie były to moździerze trzonowe, czasem z nimi utożsamiane. Wycofano je, ponieważ umieszczenie blisko nieprzyjaciela ułatwiało ich wykrycie i zniszczenie, a dostarczenie amunicji sprawiało problemy.